# Tessellated pavement
La voce anglosassone tessellated pavement (in italiano si potrebbe rendere con pavimentazione tassellata o terreno tassellato) sta a indicare una rara conformazione erosiva generatasi nella roccia sedimentaria piatta che si trova su alcune rive oceaniche. La pavimentazione reca questo nome perché la roccia è fratturata in blocchi rettangolari che somigliano a mattonelle, o tassellature. Le crepe (o diaclasi) si sono formate quando la roccia, fratturata dalle sollecitazioni sulla crosta terrestre, veniva a essere poi modificata sotto l'azione della sabbia e delle onde.

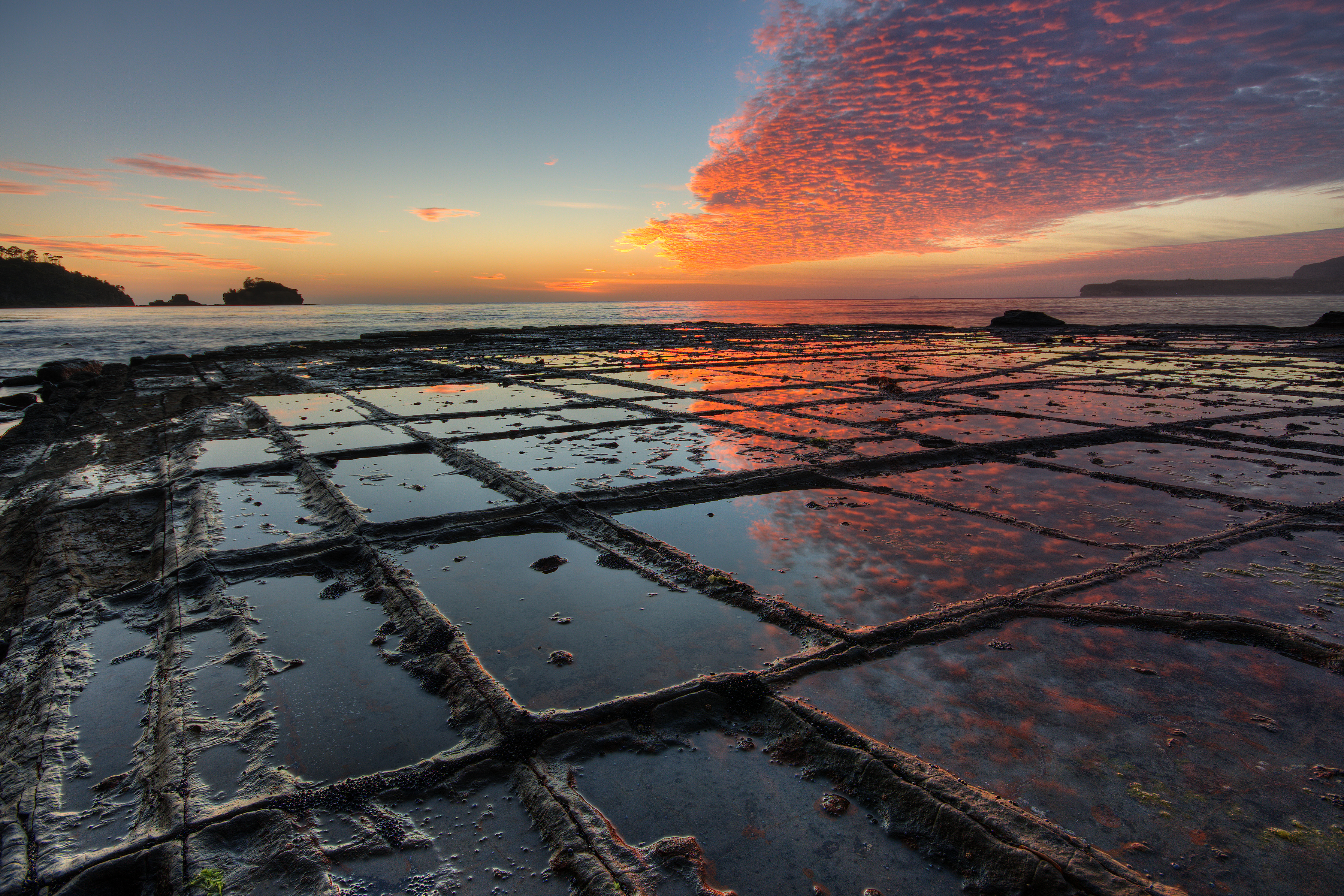
Alba sulla "pavimentazione tassellata" nell'Eaglehawk Neck, Tasmania, con la tipica conformazione "a vaschetta o "a pannello incavato"

Un esempio caratteristico di questa conformazione - di cui esistono due tipi: una a pannello (pan) e una a "pagnotta" (loaf) - può essere trovata nell'Eaglehawk Neck nella Penisola di Tasman in Tasmania.
La conformazione a pannello è rappresentata da una serie di depressioni concave nella roccia che, in genere, si formano oltre il limite della battigia. Di conseguenza questa parte della "pavimentazione" si asciuga di più con la bassa marea rispetto alla porzione adiacente alla riva, permettendo così ai cristalli di sale di svilupparsi ulteriormente sulla superficie che viene perciò erosa più velocemente di quella delle diaclasi, facendo sì che risulti un pannello concavo.
Le conformazioni "a pagnotta" (loaf) si trovano sulle parti della "pavimentazione" più prossime alla battigia, e perciò sono immerse nell'acqua per più lunghi periodi di tempo. Questa porzione non asciugandosi così tanto, riduce di conseguenza il livello della cristallizzazione del sale. L'acqua, che porta sabbia abrasiva, è di solito incanalata attraverso le diaclasi che vengono in tal modo corrose più velocemente rispetto al resto della "pavimentazione", formando perciò strutture sporgenti a forma di "pagnotta".